# Arend Rothuizen
Arend Rothuizen (Goes, 5 juli 1906 - aldaar, 6 februari 1990) was een Nederlands architect.

## Leven en werk
Arend Rothuizen was een zoon van de Goese stadsbouwmeester en architect Frans Rothuizen. Na het behalen van het examen voor bouwkundig ingenieur aan de Technische Hogeschool te Delft in 1929 startte hij als zelfstandig architect te Middelburg, alhoewel hij ook regelmatig met zijn vader samenwerkte. Met ingang van 1 april 1942 associeerde hij zich met de Goese architect Piet 't Hooft; samen gingen zij verder als Architectenbureau Rothuizen en 't Hooft, met vestigingen in Middelburg en Goes. Door een fusie met Architectenbureau Van Doorn te Goes op 1 januari 1993 ontstond hieruit Rothuizen van Doorn 't Hooft (RDH). Sinds 2012 noemt het architectenbureau zich weer kortweg Rothuizen.
Rothuizen droeg met zijn institutionele bouwwerken, kerken en scholen bij aan de wederopbouw in Zeeland en het gezicht van de provincie. Ook ontwierp hij mede het VU ziekenhuis in Amsterdam, waar generaties gereformeerden in een spaarbusje voor ingezameld hadden. Rothuizen was de eerste architect met een universitaire opleiding in Zeeland die naam maakte.
Zijn zoon Frans Rothuizen (1935-) was fotograaf en architect.

## Projecten

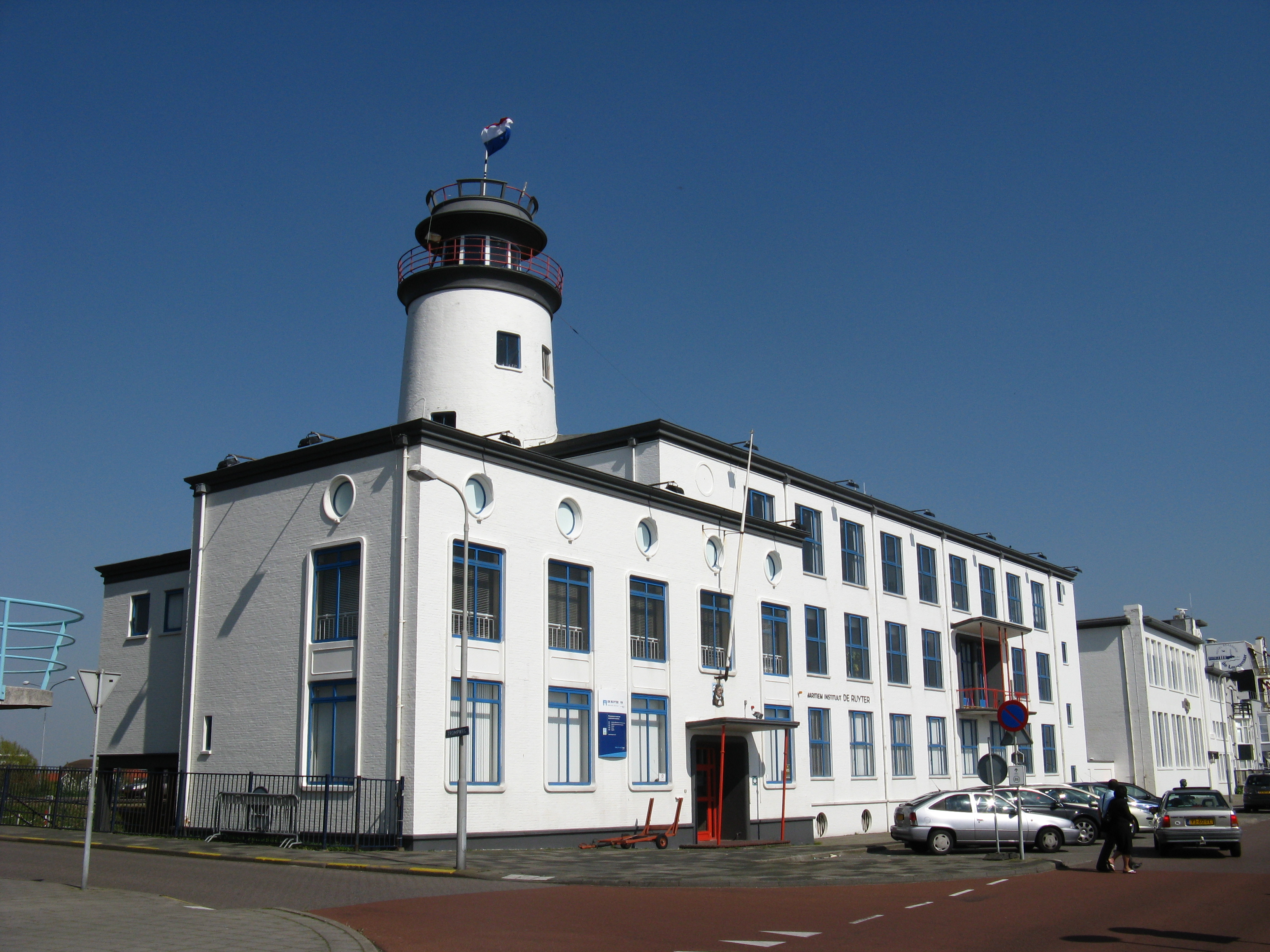
Maritiem Instituut De Ruyter in Vlissingen aan de Boulevard

Enkele ontwerpen van Arend Rothuizen zijn:
- Hoofdkantoor PZEM (nu DELTA), Poelendaelesingel, Middelburg
- De bomenbuurt in de wijk Griffioen, Middelburg
- Gebouw V&D (nu HEMA), Lange Delft, Middelburg
- Zeevaartschool, Boulevard Bankert, Vlissingen
- Westerkerk, Westwal, Goes
- Gebouw HTS, Edisonweg, Vlissingen
- VU medisch centrum, Amsterdam